# Bernsdorf
Bernsdorf (pronunciación en alemán: /ˈbɛʁnsˌdɔʁf/ⓘ) es un municipio situado en el distrito de Bautzen, en el estado federado de Sajonia (Alemania), a una altitud de 150 metros. Su población a finales de 2016 era de unos 7000 habs. y su densidad poblacional, 110 hab/km².